# Henkelotherium guimarotae
Lo henkeloterio (Henkelotherium guimarotae) è un mammifero estinto appartenente ai driolestidi. Visse nel Giurassico superiore (Kimmeridgiano, circa 145 milioni di anni fa). I suoi resti fossili sono stati ritrovati in Portogallo, nel famoso giacimento di Guimarota.

## Descrizione
Questo piccolo animale, lungo circa 15 centimetri, era piuttosto simile a uno scoiattolo. Il cranio possedeva caratteristiche antiquate, “da rettile”, come il canale di Meckel presente nella mandibola, ed evolute, come l'orecchio interno molto simile a quello dei mammiferi attuali.
Le zampe erano lunghe e snelle, e probabilmente garantivano all'animale una postura completamente eretta, al contrario dei monotremi, e gli artigli erano molto simili a quelli dei roditori arboricoli attuali. Il bacino era dotato di ossa epipubiche, presenti anche nei marsupiali, mentre la coda doveva essere lunga e robusta.

## Classificazione
Henkelotherium è basato su un fossile eccezionalmente conservato rinvenuto a Guimarota, in Portogallo, nel 1976 ma descritto solo nel 1991; questo resto è uno dei più completi tra quelli dei mammiferi mesozoici, e ha permesso di ricostruire in dettaglio l'anatomia dei driolestidi (Dryolestida), un gruppo di mammiferi primitivi un tempo classificati fra i pantoteri. In particolare, Henkelotherium è considerato un membro dei paurodontidi (Paurodontidae), che comprendono i driolestidi più primitivi.

## Stile di vita
Henkelotherium possedeva numerose caratteristiche che denotano uno stile di vita tipicamente arboricolo: le zampe, per esempio, erano fornite di artigli ricurvi adatti ad afferrare i rami, ed erano piuttosto lunghe e forti, mentre la coda lunga era molto simile a quella degli scoiattoli o, ancor meglio, a quella delle attuali tupaie (Scandentia).